# Humanistische Pädagogik
Humanistische Pädagogik ist eine Einstellung und Praxis in der Erziehung und Erwachsenenpädagogik, die den Aspekten der Freiheit, der Wertschätzung, der Würde und der Integrität von Personen ein großes Gewicht beimisst. Ihre philosophischen Wurzeln hat sie in den Ideen des Humanismus und des Existenzialismus.

## Geschichte der Humanistischen Pädagogik
Die Humanistische Pädagogik steht in einer jahrtausendealten Tradition, angefangen in der Antike über die europäischen Ausprägungen ab dem 12. Jahrhundert bis hin zu den neuhumanistischen Ansätzen gegen Ende des 19. Jahrhunderts. Exemplarisch sind hier einige Vertreter aufgeführt.
- Platon (427–347 v. Chr.) propagierte eine vorurteilsfreie Einstellung zu neuem, erkenntnisfördernden Fragen und die Ergründung der Ideen hinter den Abbildern. Das Ziel der Gesamtpersönlichkeit soll das Streben nach dem Wahren, Schönen, Guten, sowie nach Weisheit und Vernunft sein.
- Erasmus von Rotterdam (1465 oder 1469–1536) wendete sich gegen die im Erziehungswesen verbreiteten Unsitten, Lernstoff unnötig zu verkomplizieren und zu überfrachten und dadurch eine Atmosphäre von Angst und Stress zu erzeugen. Für den Wegbereiter des Humanismus ist eine Freiheit von solch negativen Faktoren eine Grundbedingung des Lernens. Auch entwickelte er kreative Unterrichtsinhalte, die möglichst mehrere Sinne der Schüler ansprachen und nicht auf das rein kognitive Lernen ausgelegt waren. Heute finden sich Parallelen in der Freinet-Pädagogik und in der humanistischen Pädagogik nach Rogers.
- Jean-Jacques Rousseau (1712–1778) betonte die Natürlichkeit der Neugier von Kindern und nutzte diese in einem spielerischen Lernen innerhalb einer realen Umgebung zum Erlangen von Problemlösefähigkeiten. Hier sind Gemeinsamkeiten mit der in der heutigen Pädagogik eingesetzten Projektarbeit festzustellen. Rousseau ging davon aus, dass die Behinderung des Lernens eher von negativen Auswirkungen der Schule und ihrem inneren Ausbau herrühren und daher die Schüler von diesen zu befreien seien.
- Johann Heinrich Pestalozzi (1746–1827) orientierte sich an seinem Vorbild Rousseau. Im Gegensatz zu diesem betrachtete er aber die menschlichen Wesenszüge nicht prinzipiell als gut. Negative Veranlagungen wie Motivationslosigkeit wurden in die pädagogischen Bemühungen mit einkalkuliert. Grundsätzlich stand auch bei Pestalozzi die Natürlichkeit im Mittelpunkt der Didaktik. Der ganze Mensch sollte in seiner Idee der Elementarbildung derart berücksichtigt werden, dass Kopf, Herz und Hand in der Ausbildung angesprochen werden. Seine Erkenntnisse zum Lehrer-Schüler-Verhältnis können als Vorlage für Rogers Ansatz der „helfenden Beziehung“ gelten.

## Neuere Ansätze seit dem 20. Jahrhundert
In den 1960er-Jahren entstanden verschiedene Bewegungen der humanistischen Pädagogik als Reaktion auf das als autoritär empfundene Bildungssystem. Die englisch so genannten Free Schools fanden zu dieser Zeit eine beachtliche öffentliche Aufmerksamkeit. Hier kann eine Verbindung zu der von Alexander Sutherland Neill 1921 gegründeten Internatsschule Summerhill in England gesehen werden.
Als Reaktion auf diese Bewegung und ihre mangelhaften wissenschaftlichen Ansätze entstand die moderne humanistische Pädagogik, die ihre Grundansätze aus der humanistischen Psychologie übernahm. Als wichtige Vertreter dieser Richtung sind Carl Rogers, Charlotte Bühler, Abraham Maslow und Paul Goodman zu nennen.
Die humanistische Pädagogik beschäftigt sich mit dem Verhalten, aber auch den Werten und Gefühlen des Lernenden und basiert auf wertbezogenen Grundsätzen.
Die Ziele der humanistischen Pädagogik wurden 1978 von der ASCD (Association for Supervision and Curriculum Development) wie folgt formuliert:
1. Die Humanistische Pädagogik akzeptiert die Bedürfnisse des Lernenden und stellt Erfahrungsmöglichkeiten und Programme zusammen, die sein Potential berücksichtigen.
2. Sie erleichtert „Selbst-Aktualisierung“ und versucht, in allen Personen ein Bewusstsein persönlicher Wertschätzung zu entwickeln.
3. Sie betont den Erwerb grundlegender Fähigkeiten, um in einer aus vielen Kulturen bestehenden Gesellschaft zu leben. Dies beinhaltet akademische, persönliche, zwischenmenschliche, kommunikative und ökonomische Bereiche.
4. Sie versucht, pädagogische Entscheidungen und Praktiken persönlich zu machen. Zu diesem Zweck beabsichtigt sie, den Lernenden in den Prozess seiner eigenen Erziehung miteinzubeziehen, vgl. schülerorientierter Unterricht
5. Sie erkennt die wichtige Rolle von Gefühlen an und verwendet persönliche Werte und Wahrnehmungen als integrierte Teile des Erziehungsprozesses, vgl. Ganzheitlichkeit (Pädagogik)
6. Sie entwickelt ein Lernklima, das persönliches Wachstum fördert und das von den Lernenden als interessant, verstehend, unterstützend und angstfrei empfunden wird.
7. Sie entwickelt in den Lernenden einen echten Respekt für den Wert des Mitmenschen sowie die Fähigkeit, Konflikte zu lösen (Sozialkompetenz).

Verschiedene therapeutische Ansätze, die sich in der humanistischen Psychologie entwickelten, sowie gesundheitspädagogische Methoden fanden Eingang in die pädagogische Arbeit, vor allem in der Erwachsenenbildung: Klientenzentrierte Gesprächsführung, Gestalttherapie, Transaktionsanalyse, Psychodrama, Themenzentrierte Interaktion. Etwa seit dem Jahr 2000 finden verstärkt auch achtsamkeits- und mitgefühlsbasierte Methoden Eingang in die humanistisch pädagogische Praxis und Wissenschaft. In der Kommission Pädagogik und Humanistische Psychologie der Deutschen Gesellschaft für Erziehungswissenschaft sind deutschsprachige Pädagogen und Bildungswissenschaftler organisiert, die diesen Ansatz vertreten.